# Bubiyan
Bubiyan (arabiska: بُوبِيَان), eller Jazirat Bubiyan (جَزِيرَة بُوبِيَان), är en ö i Kuwait. Den ligger i provinsen al-Jahra, i den nordöstra delen av landet, 50 km nordost om huvudstaden Kuwait. Arean är 863 kvadratkilometer.